# Antonio Conte (politico)
Antonio Conte (Telese Terme, 29 agosto 1944) è un politico italiano.

## Biografia
Docente di storia e filosofia, impegnato in politica con il Partito Comunista Italiano. Viene eletto alla Camera dei Deputati nel 1976, venendo confermato anche alle elezioni del 1979 e del 1983; rimane in carica fino al 1987. Dal 1985 al 1990 è anche consigliere comunale del PCI a Telese Terme.
Dopo la Svolta della Bolognina confluisce nel Partito Democratico della Sinistra, con il quale nel 1996 viene eletto senatore della Repubblica; confluisce poi nel 1998 nei Democratici di Sinistra, che rappresenta a Palazzo Madama fino al 2001, quando conclude la propria esperienza parlamentare.